# Ulica Czechosłowacka w Poznaniu
Ulica Czechosłowacka – ulica na poznańskim Dębcu i Świerczewie.

## Przebieg i charakter
Rozpoczyna się w rejonie Wiaduktu Kosynierów Górczyńskich (ul. Głogowska), następnie szerokimi łukami kieruje się na południowy wschód, a po przekroczeniu linii kolejowej 271, na wschód, kończąc się na ul. Dolna Wilda, do której dochodzi znacznym spadkiem doliny Warty. Posiada istotne znaczenie komunikacyjne, łącząc Górczyn z Dębcem. Przebiega nią kilka linii autobusowych. Znaczenie lokalne ma jedynie skrajnie zachodni (ślepy) odcinek od ul. Rakoniewickiej. W 2016 w budowie był tunel pod torowiskami kolejowymi linii 271.
W okresie okupacji hitlerowskiej nosiła nazwę Henleinstrasse, na cześć Konrada Henleina, niemieckiego, nazistowskiego namiestnika Protektoratu Czech i Moraw.
W latach 1986–1998 ulica była zaliczana do kategorii dróg wojewódzkich.

## Obiekty
Przy ulicy znajdują się (od zachodu):
- stacja benzynowa Circle K (dawniej Statoil),
- stacja benzynowa BP,
- przystanek kolejowy Poznań Dębiec,
- kościół Świętej Trójcy,
- Szkoła Aspirantów Państwowej Straży Pożarnej,
- skraj Poznańskiego Przełomu Warty (ostry spadek).